# Chengdu Tianfu International Circuit
Der Chengdu Tianfu International Circuit (chinesisch 成都天府国际赛道), auch Chengdu International Circuit (chinesisch 成都国际赛车场), ist eine im Dezember 2023 eröffnete, permanente Motorsport-Rennstrecke, im Verwaltungsgebiet Sichuan, in der Volksrepublik China. Sie liegt in Hua Hong Village, Shipan Town, etwa 10 km nordwestlich von Jianyang City, und ungefähr 39,5 Kilometer südwestlich des Stadtzentrums von Chengdu City und ist die derzeit am westlichsten gelegene chinesische Rennstrecke.

## Geschichte
Die Strecke wurde als Ersatz für den parallel zum Bau abgerissenen Chengdu Goldenport Circuit gebaut, auf dem von 2007 bis 2019 erste Motorsport-Wettbewerbe in Chengdu stattfanden. Sie wurde am 1. Dezember 2023 mit einem Rennwochenende der Chinesischen Langstreckenmeisterschaft eröffnet.

## Streckenbeschreibung
Der Chengdu Tianfu International Circuit ist eine permanente Rennstrecke mit 3,264 Kilometer Länge bei einem maximalen Höhenunterschied von 20 m und hat 19 Kurven, davon sieben Rechts- und zwölf Linkskurven. Die Streckenbreite beträgt im Verlauf zwischen 14 und 16 Meter, es gibt vier bergaufführende sowie drei bergabführende Sektoren mit einer maximalen Steigung 5.141% und einem maximalen Gefälle von 4.968%;  und die längste Gerade hat eine Länge von 589 Meter.
Die Rennstrecke wurde entsprechend dem FIA-Streckenstandard-Grad-2 homologiert und wird gegen den Uhrzeigersinn befahren.

## Veranstaltungen
Erste Veranstaltung war eine Runde der Chinesischen Langstrecken-Meisterschaft am 1. Dezember 2023, in deren Rahmen auch 2 weitere Markenpokal-Serien von KTM und Lynk & Co antraten. Bei der im Folgejahr angesetzten Runde der Langstrecken-Meisterschaft debütierte auch die chinesische Formel 4 Meisterschaft auf dem Kurs, die bereits eine weitere Runde für 2025 angekündigt hat.

### Statistik Chinesische Formel-4-Meisterschaft
| Saison | Saison | Datum   | Sieger         | Team                             |
| ------ | ------ | ------- | -------------- | -------------------------------- |
| 2024   | R1     | 25. Mai | Oscar Pedersen | Venom Motorsport                 |
| 2024   | R2     | 25. Mai | Jiang Fukang   | PingTan Raxing Team by BlackJack |
| 2024   | R3     | 26. Mai | Oscar Pedersen | Venom Motorsport                 |
| 2024   | R4     | 26. Mai | Liu Kaishun    | Black Blade Racing               |